# Liste der Kulturdenkmale in Doberschütz

Wappen von Doberschütz

In der Liste der Kulturdenkmale in Doberschütz sind die Kulturdenkmale der sächsischen Gemeinde Doberschütz verzeichnet, die bis April 2020 vom Landesamt für Denkmalpflege Sachsen erfasst wurden (ohne archäologische Kulturdenkmale). Die Anmerkungen sind zu beachten.
Diese Aufzählung ist eine Teilmenge der Liste der Kulturdenkmale im Landkreis Nordsachsen.

## Doberschütz
| Bild                                    | Bezeichnung                                                     | Lage                           | Datierung                                                             | Beschreibung | ID       |
| --------------------------------------- | --------------------------------------------------------------- | ------------------------------ | --------------------------------------------------------------------- | --- | -------- |
|                                         | Denkmal für die Gefallenen des Ersten Weltkrieges               | Breite Straße (Karte)          | Nach 1918                                                             | Ortsgeschichtliche Bedeutung. - Kriegerdenkmal: drei grob behauene Stelen aus rotem Porphyrtuff auf Betonsockel, an der mittleren ist ein Adler, der auf einem Schwert steht, plastisch herausgearbeitet, auf den beiden äußeren Darstellung zweier Kreuze, an allen Stelen sind neue Kunststeinplatten mit den Namen der Gefallenen des Ersten und Zweiten Weltkrieges angebracht - Anlage: leicht erhöhter Hügel, mit Efeu bewachsen und Steinresten, vermutlich Teile einer ursprünglich vorhandenen Anlage - Inschrift: „Den Opfern von Krieg und Gewalt zum Gedenken, den Lebenden zur Mahnung“ | 08972497 |
| Weitere Bilder                          | Kirche mit Ausstattung und Einfriedung                          | Breite Straße (Karte)          | 1926/1928                                                             | Putzbau mit geradem Ostschluss und eingezogenem Westturm, baugeschichtlich und ortsgeschichtlich von Bedeutung. - Kirche: barockisierender, verputzter Backsteinbau mit geradem Ostschluss und eingezogenem Westturm, über quadratischen Grundriss, Glockengeschoss, oktogonaler Abschluss, Welsche Haube und Laterne, nach Brand des barocken Vorgängers Neubau (1926–1928) als Emporensaal in barockisierenden Formen nach Plänen von Rudolph Lerche aus Halle (Saale) - Einfriedung (Mauerreste): polygonale Granitblöcke mit Abdeckplatte und Kugelbekrönung | 08972498 |
| Direkt Bild zu diesem Denkmal hochladen | Wegestein                                                       | Breite Straße 9 (vor) (Karte)  | 19. Jahrhundert                                                       | Verkehrsgeschichtlich von Bedeutung. Sandstein, quadratischer Grundriss mit Inschrift auf zwei Seiten (Inschrift unleserlich, vermutlich Paschwitz). | 08972483 |
| Weitere Bilder                          | Schule, Nebengebäude und Einfriedung                            | Breite Straße 45 (Karte)       | Bezeichnet mit 1908                                                   | Klinkerbauten, im Dorfanger in unmittelbarer Nähe zur Kirche gelegen, straßenbildprägend und ortsgeschichtlich von Bedeutung. - Schule: zweigeschossiger, vierachsiger gelber Klinkerbau mit Klinkergliederung, Krüppelwalmdach, Segmentbogenfenster aus Formsteinen, Sohlbänke aus rotem Klinker, Türen original, Inschrifttafel „Gemeindeschule“ - Nebengebäude: eingeschossig, Satteldach, teilweise originale Fenster, veränderte Türöffnungen in der Giebelseite, gelber Klinker - Einfriedung zwischen beiden Gebäuden: gelber Klinker mit roter Klinkerabdeckung | 08972500 |
|                                         | Ehemaliges Pfarrhaus, Scheune und Einfriedung sowie Pfarrgarten | Breite Straße 51 (Karte)       | 19. Jahrhundert                                                       | Straßenbildprägende und ortsgeschichtliche Bedeutung in markanter Lage am alten Dorfkern. - Pfarrhaus: zweigeschossiges, fünfachsiges, massives Gebäude mit hohem Krüppelwalmdach (Biberschwanz) und Fledermausgauben, verputzt, neue denkmalgerechte Fenster, hölzerne Traufe - Scheune: Bruchsteinmauerwerk, im Giebel Ziegel, Satteldach (Biberschwanzdeckung), Holzgewände bei Fenstern und Türen, Türstürze in Ziegel, Speicherluke - Einfriedung: Mauer (Ziegel, teilweise Bruchstein) verputzt mit Biberschwanzziegelabdeckung, (Holztore neu) | 08972480 |
|                                         | Ehemalige Schule mit Anbau                                      | Breite Straße 53 (Karte)       | Ende 18. Jahrhundert und später                                       | Heute Wohnhaus, ortsgeschichtlich von Bedeutung und aufgrund der markanten Lage im Dorfanger ortsbildprägend. Zweigeschossig, verputzt, Krüppelwalmdach, Erdgeschoss massiv, Obergeschoss in Fachwerk (Giebelseite sichtbar), Fensterformate im Obergeschoss original, im Erdgeschoss verändert. | 08972499 |
| Weitere Bilder                          | Transformatorenstation                                          | Breite Straße 63 (vor) (Karte) | Um 1920                                                               | Von orts- und technik- und versorgungsgeschichtlicher Bedeutung. Hoher Klinkersockel, verputzt, Satteldach (Biberschwanzdeckung), Kaffgesims, Lichtöffnungen mit Glassteinen, Drempelbereich durch Putzvorlage hervorgehoben. Baugleicher Typ in Doberschütz, Ortsteil Sprotta. | 08972481 |
| Weitere Bilder                          | Friedhofskapelle, ein Grabmal und westliche Einfriedungsmauer   | Strellner Straße (Karte)       | Bezeichnet mit 1906 (Grabmal); bezeichnet mit 1947 (Friedhofskapelle) | Von ortshistorischem Interesse, straßenbildprägender Giebel der Kapelle und gut erhaltenes Beispiel gründerzeitlicher Grabmalgestaltung. - Friedhofskapelle: Bruchsteinsockel mit Klinkerrollschicht, verputzt, Satteldach, Traufgesims in rotem Klinker - Einfriedung: östlich der Kapelle Staketenzaun und Tor, westlich Friedhofsmauer aus Bruchstein mit roter Klinkerabdeckung - Grabmal: Sandsteinsockel (verwittert) über quadratischem Grundriss mit Grabplatte aus schwarzem Granit (oder Glas), Inschrift „Clara Zunge, 2. Mai 1883 – 4. Nov. 1906, Dem Andenken meiner inniggeliebten Gattin, geliebt und unvergessen!“, gut erhaltene Figur eines Engels in Sandstein, einen Kranz und Palmenwedel haltend | 08972507 |

### Ehemaliges Denkmal (Doberschütz)
| Bild                                    | Bezeichnung | Lage                      | Datierung | Beschreibung | ID       |
| --------------------------------------- | ----------- | ------------------------- | --------- | --- | -------- |
| Direkt Bild zu diesem Denkmal hochladen | Häuslerhaus | Breite Straße 112 (Karte) | Um 1910   | Weitestgehend original erhaltenes Häuslerhaus, ortsgeschichtlich wichtig; zwischen 2009 und 2013 abgerissen. Eingeschossiger, fünfachsiger Ziegelbau, verputzt (alt), originale Haustür und Winterfenster, Klinkertraufgesims, Brandmauer trennt letztes Drittel vom Gebäude ab, Ziegelsohlbänke verputzt, Reste der Putzgliederung (Ecklisenen, Faschen), Türoberlicht aus geschliffenem Glas, Fensterkämpfer im Giebel gemustert (geschnitzt). | 08972482 |

## Battaune
| Bild           | Bezeichnung                                               | Lage              | Datierung                                                                          | Beschreibung | ID       |
| -------------- | --------------------------------------------------------- | ----------------- | ---------------------------------------------------------------------------------- | --- | -------- |
| Weitere Bilder | Kirche mit Ausstattung, Kirchhof, Glocken und ein Grabmal | Dorfplatz (Karte) | Um 1200 und später (Kirche); bezeichnet mit 1786, vermutlich eingelagert (Grabmal) | Romanische Saalkirche mit Apsis und Krüppelwalmdach, ohne Turm, romanischer Teil aus Raseneisenstein, baugeschichtlich, kunstgeschichtlich und ortsgeschichtlich von Bedeutung. - Kirche: romanische turmlose Saalkirche mit Chorapsis und Krüppelwalmdach, zwei Glocken: vermutlich aus Bronze (vermutlich 18./19. Jahrhundert) - Grabmal: aus Sandstein an der Südwand, ca. 1,40 m hoch, auf gestalterisch stilisiertem Erdhügel mit Steinen, Sarg und Wurzel stehend, Stele wird von einem gesprengten Giebel mit Medaillon bekrönt, oberer Abschluss bildet eine Dornenkrone, zwei Putti sitzen auf dem Giebel, Tafel mit Inschrift (schwer lesbar) von Lorbeergirlande umwunden: „Herr Christoph Theiß, 1786 gestorben“, Zustand stark verwittert, Grabmal wurde bei der Sanierung der Kirche abgebaut und vermutlich eingelagert | 08972510 |
|                | Denkmal für die Gefallenen des Ersten Weltkrieges         | Dorfplatz (Karte) | Nach 1918                                                                          | Ortsgeschichtliche Bedeutung. Stehende querrechteckige Platte, flankiert von zwei Stelen, geschmückt mit Eichenlaub und Lorbeer, (rötlicher Porphyrtuff), Betonsockel 1996 erneuert, Inschrift „Sie gaben alles ihr Leben, ihr Blut/ sie gaben es hin mit heiligem Mut/ für uns. So wird wohl einst noch alles gut/ wenn nur jeder das Seine tut.“ | 08972489 |

## Bunitz
| Bild           | Bezeichnung | Lage                                                | Datierung                 | Beschreibung | ID       |
| -------------- | ----------- | --------------------------------------------------- | ------------------------- | --- | -------- |
| Weitere Bilder | Wegestein   | (Gemarkung Paschwitz, Flur 5, Flurstück 73) (Karte) | 2. Hälfte 19. Jahrhundert | Verkehrsgeschichtlich von Bedeutung. Wegweiser aus Sandstein, 1,20 m hoch mit noch lesbaren Ortsnamen und Entfernungsangaben, Angaben: Thallwitz 2,3 km, Paschwitz 2,7 km, auf der linken Seite Sprotta 4,5 km, zusätzlich 1941 ein Namenszug eingehauen. | 08972516 |

## Mölbitz
| Bild | Bezeichnung                                       | Lage                          | Datierung           | Beschreibung | ID       |
| ---- | ------------------------------------------------- | ----------------------------- | ------------------- | --- | -------- |
|      | Inschrifttafel                                    | Försterteich 7 (Karte)        | Bezeichnet mit 1844 | Als letztes Relikt der ehemaligen Gutsanlage des Dorfes von ortshistorischer Bedeutung. Inschrifttafel mit Datumsangabe und Initialen von der Bauzeit des ehemaligen Gutspächterhauses, das Gutspächterhaus mit Vierseithofanlage stark überformt und verändert.                                                                        | 08972515 |
|      | Denkmal für die Gefallenen des Ersten Weltkrieges | Mittelweg (Karte)             | Nach 1918           | Ortsgeschichtlich von Bedeutung. Monolithartiger, unregelmäßig behauener Diabasstein, Vorderseite als Fläche mit Inschrift und Eisernem Kreuz gestaltet, Inschrift „Unseren gefallenen Helden die dankbare Gemeinde Mölbitz“, mittig Namenstafel, Fundament aus Beton neu, Standpunkt unmittelbar vor einer Linde an einer Wegkreuzung. | 08972513 |
|      | Wegestein                                         | Mölbitzer Hauptstraße (Karte) | 19. Jahrhundert     | Ecklage Straße nach Strelln und Schöna, von verkehrsgeschichtlicher Bedeutung. Wegweiser aus Sandstein ohne Schriftzeichen (stark verwittert). | 08972514 |

## Mörtitz
| Bild           | Bezeichnung                                                              | Lage                                    | Datierung                                                                            | Beschreibung | ID       |
| -------------- | ------------------------------------------------------------------------ | --------------------------------------- | ------------------------------------------------------------------------------------ | --- | -------- |
|                | Kirche mit Ausstattung und Grabmal                                       | (Flur 2, Flurstück 383/1) (Karte)       | 1. Viertel 13. Jahrhundert (Kirche); frühestens 1720, spätestens 1745/1750 (Grabmal) | Spätromanische Saalkirche ohne Turm, baugeschichtlich und ortsgeschichtlich von Bedeutung, künstlerisch qualitätvolles Grabmal an der östlichen Außenmauer der Kirche. - Kirche: turmlose Saalkirche mit geradem Chorabschluss - Grabmal: Stelenform, zwei ovale Medaillons mit Inschriften stehen auf großen langgestreckten Blattvoluten und mittiger Kartusche über querrechteckigem Sockel, Bekrönung mit geschwungenem Segmentgiebel, darunter umgeben reiche Blüten-, Pflanzen- und Rankenornamente eine Kartusche, die von zwei Engelsköpfen flankiert wird, früheste Datierung 1720, späteste 1745/50, Schrift unleserlich, Grabmal wurde bei der Sanierung der Kirche vermutlich abgebaut und eingelagert | 08972531 |
|                | Wohnhaus eines Dreiseithofes                                             | Hauptstraße 10 (Karte)                  | Ende 19. Jahrhundert und später                                                      | Klinkerbau, baugeschichtlich und straßenbildprägend von Bedeutung, im Ort einzigartiger Dekorationsreichtum. Eingeschossiger, roter Klinkerbau, Satteldach, Eckpilaster, Gurtgesims und hohe Fenster mit aufwändiger plastischer Gestaltung in neubarocken Formen aus Betonstein, Zwerchgiebel straßenseitig in nüchterner Form erneuert (1930er Jahre), Fenster und Tür neu, hofseitige quadratische Gaube neu. | 08972530 |
|                | Ehemaliges Pfarrhaus                                                     | Hauptstraße 23 (Karte)                  | Ende 19. Jahrhundert                                                                 | Putzbau mit prägnantem Mittelrisalit, baugeschichtlich und ortsgeschichtlich von Bedeutung - Pfarrhaus: eingeschossiger Putzbau auf Sockel mit polygonalem Bruchstein, Satteldach, siebenachsig, Mittelrisalit, einfache Bekrönungen auf den den Mittelrisalit begrenzenden Pfeilern, die Giebelspitzen insgesamt mit Akroterien bekrönt (eine fehlt), Traufgesims, Okuli und Rundbogenfenster im Giebel original, alle übrigen Fenster und Putz später erneuert - Seitengebäude: kein Denkmal | 08972529 |
|                | Auszugshaus eines Dreiseithofes                                          | Hauptstraße 59 (Karte)                  | Um 1920/1925                                                                         | Eingeschossiger Bau, Beispiel einer alten Bauweise mit noch original erhaltener Bausubstanz, Struktur und Charakter weitgehend bewahrend, sozialgeschichtlich von Bedeutung. Eingeschossiger Bau, Satteldach, Segmentbogenfenster, Bogen und Sohlbank in gelben Klinkern, Mauern bossiert, Bossen mit Randschlag in Formtechnik hergestellt (wie Steinputzherstellung) und gelb angestrichen, an den Ecken stark verwittert bzw. ausgewaschen, Fenster und Tür original. | 08972527 |
|                | Glocke im Glockenturm der Kirche (Turm im Ort, außerhalb des Kirchhofes) | Schulgasse (Karte)                      | Bezeichnet mit 1455                                                                  | Historisch wertvolle Glocke, ortsgeschichtlich von Bedeutung | 09305733 |
| Weitere Bilder | Denkmal für die Gefallenen des Ersten Weltkrieges                        | Straße am Denkmal 1 (gegenüber) (Karte) | Nach 1918                                                                            | Von ortshistorischer Bedeutung. Hohe, monumentale, unregelmäßig behauene Granitstele mit plastisch herausgearbeitetem Adler über glatt behauener und geschliffener Inschrifttafel, darüber reliefiertes Eisernes Kreuz, Anlage in Form eines Halbkreises mit großen unbehauenen Steinen treppenförmig erhöht und von je zwei Steinbänken seitlich flankiert, Inschrift „Wer diesen Ruhm gewann, stirbt im Tode nicht, 1914 – 1918“ und „Dem unvergänglichen Gedächtnis unserer 43 braven Heldensöhne die Gemeinden Mörtitz, Meusdorf und Gutsbezirk“, Baumbewuchs mit Buchen, Pappeln, Tannen und Fichten. | 08972526 |
| Weitere Bilder | Mord- und Sühnekreuz                                                     | Thomas-Müntzer-Straße 1 (bei) (Karte)   | 16. Jahrhundert/17. Jahrhundert                                                      | Markanter Lage am Ortsausgang nach Eilenburg, ortsgeschichtlich von Bedeutung. Hohes, prägnantes Sühnekreuz aus Sandstein in Form eines lateinischen Kreuzes mit gerundeten Eckverbindungen, stark verwitterter Zustand. | 08972512 |
|                | Wohnhaus in offener Bebauung                                             | Thomas-Müntzer-Straße 26 (Karte)        | Ende 19. Jahrhundert                                                                 | Klinkerbau von hoher gestalterischer Qualität im Stil des Historismus, baugeschichtlich von Bedeutung, markante Lage in der Nähe des Rittergutes. Eingeschossig, Satteldach mit profilierter Holztraufe, Mittelrisalit mit Eckbekrönung, Stufengiebel beidseitig ebenfalls mit Bekrönung, gelber Klinkerbau, im Sockel mit Bruchsteinen, Fassade mit braun glasierten Klinkern farbig abgesetzt und gestalterisch hervorgehoben in den Fenstergewänden der Eckquaderung und im Giebel, Fenster in Südseite im Erdgeschoss zugemauert und verkleinert, ansonsten allgemein neue Fenster, Sockelbereich westseitig verputzt, saniert.                                                                                | 08972598 |

## Paschwitz
| Bild           | Bezeichnung                                             | Lage                              | Datierung              | Beschreibung | ID       |
| -------------- | ------------------------------------------------------- | --------------------------------- | ---------------------- | --- | -------- |
|                | Denkmal für die Gefallenen des Ersten Weltkrieges       | Alte Dorfstraße 9 (neben) (Karte) | Nach 1918              | Ortshistorisch von Bedeutung. Kriegerdenkmal auf quadratischem Grundriss, pfeilerartig sich nach oben verjüngender Kalkstein, mittlerer Teil konisch, grob behauen, Vorderseite mit Reichsadler auf Schwert in halbplastischer Darstellung, Inschrifttafel im Sockelbereich vorder- und rückseitig, verwittert, Denkmal für die Orte Paschwitz, Bunitz, Platten geklammert, Eisenkreuz entfernt (1945), Anlage mit zwei Linden und Robinie, ursprünglich umgeben von Blumenanlage (bis 1945). | 08972491 |
| Weitere Bilder | Kirche mit Ausstattung                                  | Alte Dorfstraße 10 (Karte)        | 1785–1787              | Verputzter Bruchsteinbau mit dreiseitigem Ostschluss und Westturm, baugeschichtlich von Bedeutung. Einfache Saalkirche, verputzter Bruchsteinbau mit dreiseitigem Ostschluss, etwas eingestellter Westturm über querrechteckigem Grundriss, als Abschluss Walmdach, Laterne an der Nordseite, Sakristei (später angefügt), Dachdeckung durch handgestrichene Biberschwanzziegel, Kirche um 1900, in den 1980er Jahren und seit 1993 restauriert. | 08972492 |
|                | Wohnhaus                                                | Alte Dorfstraße 29 (Karte)        | Ende 18. Jahrhundert   | Zum alten Dorfkern gehörendes Bauernhaus, bildete mit Nummer 31 ehemals einen Hof, baugeschichtlich und straßenbildprägend von Bedeutung, ortshistorisch von Interesse. Zweigeschossig, siebenachsig, verputzt, Krüppelwalmdach, vermutlich Fachwerkobergeschoss, Fensteröffnungen teilweise vergrößert. | 08972487 |
|                | Wohnstallhaus und nördlich anschließendes Seitengebäude | Alte Dorfstraße 31, 31a (Karte)   | Um 1900, im Kern älter | Von straßenbildprägender Wirkung und baugeschichtliche Bedeutung als einziges Sichtfachwerk im Ort. - Bauernhaus: zweigeschossig, vierachsig, Krüppelwalmdach (Biberschwanz mit Kronendeckung), Erdgeschoss massiv, verputzt, Obergeschoss Fachwerk mit Ziegelausfachung, Laubengang im Erdgeschoss, Fenster teilweise vergrößert, im Kern vermutlich älter - Stallscheune: Erdgeschoss massiv, Obergeschoss Fachwerk, Satteldach (Kronendeckung) mit Zwerchhaus (Krüppelwalmdach), Obergeschoss vorkragend, im Erdgeschoss Laubengang, Ausfachung mit Ziegeln, Erdgeschoss Garageneinbau (später) | 08972486 |
| Weitere Bilder | Windmühle                                               | Mühlweg 4 (Karte)                 | 1883                   | Turmholländer sehr gut erhaltener windgängiger Turmholländer der Region, technikgeschichtlich und ortshistorisch bedeutend. Bruchstein verputzt, Welsche Haube, guter Zustand, bis 1968 elektrisch und mit Windkraft betrieben, ab 1968 ausschließlich elektrisch betrieben, Restaurierung von 1991–1993, die heutige Mühle wurde 1883 am Standort einer 1848 errichteten Bockwindmühle erbaut. | 08972484 |

## Sprotta
| Bild           | Bezeichnung                                                                                                 | Lage                              | Datierung | Beschreibung | ID       |
| -------------- | --- | --------------------------------- | --- | --- | -------- |
| Weitere Bilder | Kirche (mit Ausstattung), Kirchhof, Einfriedungsmauer und Denkmal für die Gefallenen des Ersten Weltkrieges | Battauner Weg 19 (Karte)          | 1610 (Kirche); nach 1918 (Kriegerdenkmal) | Saalkirche, verputzter Bruch- und Backsteinbau mit geradem Ostschluss und Krüppelwalmdach, baugeschichtlich und ortsgeschichtlich von Bedeutung. - Kirche: verputzter Bau aus Bruch- und Backstein mit geradem Ostschluss und Krüppelwalmdach, im Kern spätromanische Saalkirche, 1610 umgebaut, Turm 1682 eingestürzt (Glockenturm befindet sich im Ort), 1723 umfassende Erneuerung, Eingangsbereich (Vorhäuschen) an Ostseite neu, Krüppelwalmdach erneuert mit Fledermausgaube (einfache Biberschwanzdeckung) - Kriegerdenkmal: roter künstlicher Porphyrstein, quadratische Stele auf mehrstufigem quadratischen Sockel (teilweise Kunststein), bekrönt durch geschweifte Haube auf vier kannelierten Säulen, obere Bekrönung fehlt (vermutlich eisernes Kreuz), als Inschriften beidseitig die Namen der Gefallenen, vorderseitig „Die dankbare Gemeinde Sprotta“ und Eichenkranzdekor, umlaufende Einfriedungsmauer, vermutlich Bruchstein verputzt | 08972490 |
| Weitere Bilder | Transformatorenstation                                                                                      | Lindenallee 1 (gegenüber) (Karte) | Um 1925 | Straßenraumprägend und von versorgungs- und technikgeschichtlicher Bedeutung. Putzbau, halber Sockel aus rotem Klinker, Kaffgesims, im Mittelteil Zwillingsfenster aus Glassteinen, Drempel abgesetzt, Satteldach (Biberschwanzdeckung). | 08972506 |
|                | Wohnhaus | Lindenallee 8 (Karte)             | Bau 19. Jahrhundert | Gestalterisch aufwändige und qualitätvolle Putzfassade, baugeschichtlich von Bedeutung. Zweigeschossiger, fünfachsiger Bau, Erdgeschoss Lehm, Obergeschoss Ziegel, Satteldach mit Biberschwanzdeckung, qualitätvoll gegliederte Putzfassade mit Art-déco-Elementen und historistischen Motiven, Eckpilaster, Gesimssohlbänke gliedern die Fassade horizontal, Fensterverdachungen durchgehend, Fenstergewände in Form von kannelierten Pilastern, geputzte Schmuckmotive im Obergeschoss, Erdgeschoss Lehm, Obergeschoss Ziegel, giebelseitig bauliche Veränderungen. | 08972505 |
| Weitere Bilder | Glocken und Glockenturm                                                                                     | Lindenallee 20 (Karte)            | 1684 (Glocke aus ehemaliger Kirche); in der Wetterfahne bezeichnet mit 1925 (Glockenturm); 1933 (zweite Glocke); um 1982 erneuert (Glockenturm) | Glockenturm mit straßenbildprägender und ortsgeschichtlicher Bedeutung. - Glockenturm: zweiachsig, (original vermutlich von 1925), 1982 erneuert, Ziegel verputzt, Satteldach; Turm ist innerhalb des Kämpferbereiches durch Putzband hervorgehoben - erste Glocke: originale Glocke bezeichnet mit 1684 (aus ehemaliger Kirche) - zweite Glocke: von 1933 mit Inschrift „Es sei denn, daß jemand von neuem geboren werde so kann er das Reich Gottes nicht ...?“ | 08972502 |
|                | Mietvilla                                                                                                   | Lindenallee 65 (Karte)            | Um 1915 oder später | Obergeschoss Fachwerk, baugeschichtlich von Bedeutung. Zweigeschossiger, dreiachsiger Bau, hohes Walmdach mit einfacher Biberschwanzdeckung (neu) und Kastengaube mit Fachwerk, Fachwerkobergeschoss mit originalen Fenstern und Veranda, Erdgeschoss mit Bogenportal und originalen Fensterläden, Fenster neu, weiter Dachüberstand mit Fortsetzung des Fachwerks in der Traufe, saniert. | 08972495 |
|                | Taubenhaus                                                                                                  | Lindenallee 68 (Karte)            | Anfang 20. Jahrhundert | Einzig erhaltenes Taubenhaus im Ort, wirtschaftsgeschichtlich von Bedeutung. Klinker rot, gelbe Klinkergliederung durch Hervorhebung der Ecken, horizontale Bänder, Walmdach (neu). | 08972494 |
| Weitere Bilder | Jagdhaus Hubertus                                                                                           | Lindenallee 78 (Karte)            | Um 1925 | Gebäude in Holzbauweise mit hohem Mansarddach, baugeschichtlich von Bedeutung, Seltenheitswert. Eingeschossiger Bau, hohes Mansarddach, roter Klinkersockel, Erdgeschoss und Giebel in Holzbauweise, Erdgeschoss mit Veranda und neuem Vorhaus, Fenster, Fensterläden und Haustür neu. | 08972496 |

## Sprotta-Siedlung
| Bild | Bezeichnung            | Lage                      | Datierung | Beschreibung | ID       |
| ---- | ---------------------- | ------------------------- | --------- | --- | -------- |
|      | Villa                  | Am Gut Heideck 7 (Karte)  | Um 1920   | Zum Gut Heideck gehörende Villa, Putzbau mit hohem Walmdach und Altan, baugeschichtlich und ortsgeschichtlich von Bedeutung. Zweigeschossiger, vierachsiger Ziegelbau, verputzt, hohes Walmdach mit Biberschwanzdeckung, geputzte Fenstergewände, Balkon als Altan auf quadratischen Pfeilern, verkröpftes Gurtgesims im Obergeschoss, originale Fenster mit Sprossung erhalten, originale Haustür mit segmentbogenförmigem Oberlicht. | 08972503 |
|      | Transformatorenstation | Am Gut Heideck 13 (Karte) | Um 1920   | Zum Gut Heideck gehörend, technikgeschichtlich und ortsgeschichtlich von Bedeutung. Verputzt, im Drempel Zahnschnittfries, Pyramidendach (Biberschwanzdeckung), saniert, in die Neugestaltung des Gutes integriert, ehemalige Scheunen kein Denkmal. | 08973165 |

## Winkelmühle
| Bild                                    | Bezeichnung                                                       | Lage                                               | Datierung                                      | Beschreibung | ID       |
| --------------------------------------- | ----------------------------------------------------------------- | -------------------------------------------------- | ---------------------------------------------- | --- | -------- |
| Weitere Bilder                          | Grünanlage, Gedenkstein, Verlobungstein, Buche, Bank und Schneise | (Gemarkung Wöllnau, Flur 5, Flurstück 113) (Karte) | Bez. 9. Mai 1894                               | Künstliche, sentimentale Erinnerungsstätte der Gutsfamilie Röber, ortsgeschichtlich von Bedeutung | 08972518 |
| Weitere Bilder                          | Grabmal der ehemaligen Gutsbesitzerfamilie Röber                  | Winkelmühle (Karte)                                | Nach 1920                                      | Von ortshistorischer Bedeutung. Sandstein, lateinisches Kreuz auf hohem, schmalem grob behauenem, abgerundetem Stein mit Inschrifttafel aus schwarzem Granit, frühestes Todesdatum 1920, der Friedhof soll der kleinste Europas sein. | 08972519 |
|                                         | Wohnhaus                                                          | Winkelmühle 1 (Karte)                              | Ende 17. Jahrhundert                           | Besondere ortsgeschichtliche Bedeutung als ehemaliges königliches Hundezüchterhaus in ursprünglicher Bauweise. Eingeschossig, Bruchsteinsockel, Massivmauerwerk, Lehm- und Ziegelbau, verputzt, Satteldach (neu), im Kern Reste der alten Fachwerkkonstruktion, alter Dachstuhl, Räucherkammer und Küchengewölbe im Inneren. | 08972523 |
| Weitere Bilder                          | Winkelmühle mit Mühlgraben und Schornstein                        | Winkelmühle 3 (Karte)                              | 2. Hälfte 19. Jahrhundert                      | Straßenbildprägendes Gebäude mit orts- und technikgeschichtlicher Bedeutung. - Mühle: zweigeschossiger Massivbau verputzt, Satteldach, abgestufte Gesimse (Traufe und Gurtgesims), Segmentbogenfenster, originale Tür und Reste der Fenster vorhanden, Ecklisenengliederung, Mühlgraben noch erhalten, hinter dem Gebäude entlangführend - Geschichte der Mühle: Gebäude 1898 abgebrannt, Neubau 1900, ursprünglich vom Wasser der Sägemühle in Pressel betrieben, nach dem Zweiten Weltkrieg als Schneide- bzw. Sägemühle genutzt, 1953 elektrifiziert, ab ca. 1990 leerstehend - Schornstein: auf oktogonalem Sockel mit konisch aufgeweitetem Rand, in Klinkerbauweise, mit Ziegelrollschichten und Wülsten gegliedert, Zustand ruinös | 08972522 |
| Direkt Bild zu diesem Denkmal hochladen | Gutshaus und Toreinfahrt eines ehemaligen Vorwerks                | Winkelmühle 3a, 3b, 3c (Karte)                     | Um 1800 (Gutshaus); 1930er Jahre (Toreinfahrt) | Im Kern weitgehend original erhaltenes bauliches Zeugnis für die Zeit um 1800, zugehörig zu der bis in das 16. Jahrhundert zurückgehenden Geschichte des Mühlenstandorts Winkelmühle, bau- und ortsgeschichtlich von Bedeutung | 09307025 |

## Wöllnau
| Bild                                    | Bezeichnung | Lage                  | Datierung                                            | Beschreibung | ID       |
| --------------------------------------- | --- | --------------------- | ---------------------------------------------------- | --- | -------- |
| Weitere Bilder                          | Kirche mit Ausstattung, Kirchhof und Einfriedungsmauer sowie Denkmal für die Gefallenen des Ersten Weltkrieges | Dorfstraße (Karte)    | 13. Jahrhundert (Kirche); nach 1918 (Kriegerdenkmal) | Kirche verputzter Bruchsteinbau mit geradem Chorschluss und oktogonalem Dachreiter, im Dorfanger gelegen, baugeschichtlich, kunstgeschichtlich und ortsgeschichtlich von Bedeutung. - Saalkirche: gerader Chorschluss und oktogonaler Dachreiter, verputzter Bruchsteinbau, romanisches Eisengitter im Osten, Grabmal: aus Sandstein in Form eines von Weinlaub und Rebstock umkränzten Kreuzes auf hohem Sockel in neugotischem Stil - Kriegerdenkmal: auf aufgeschütteten Erdhügel in einfacher nüchterner geometrischer Architektur, Sandsteinpfeiler mit Eckpilastern auf dreistufigem Sockel, von Abdeckplatte, würfelförmigem Sarg und Kreuz bekrönt, Sarg von Lorbeerkranz umwunden, Kreuz aus Eisen, Medaillon in Frontseite mit Eichenlaubschmuck, Inschrift „Ihren gefallenen Helden die dankbare Gemeinde Wöllnau“, Namensinschriften beidseitig, rückseitig Bibelspruch „Niemand hat größere Liebe, denn die dass er sein Leben lässt für seine Freunde“, Joh. 45.13, unter Medaillon mit Eichlaub und Schwert, Zustand leicht verwittert - Inschrifttafel: Ch. Gottlob Deutrich (Großbauer und Ortsschulze von Wöllnau), rückseitige Inschrift schwer lesbar, Wetterseite stark verwittert (Abbruch 2013 festgestellt) | 08972520 |
| Direkt Bild zu diesem Denkmal hochladen | Wohnhaus eines Dreiseithofes                                                                                   | Dorfstraße 2 (Karte)  | Um 1920                                              | Straßenbildprägender und architektonisch zeittypischer Klinkerbau mit originaler Gliederung, baugeschichtlich von Bedeutung. - Wohnhaus: zweigeschossiger gelber Klinkerbau, Satteldach, originale Fenster, sparsamer Schmuck, Gliederung mit roten Klinkern im Gurt- und Traufgesims, in den Segmentbogen von Fenstern und Tür und in den Sohlbänken, die auf Konsolen ruhen, Haustür neu, Schlangen- oder S-förmig geschwungene Verzierungsanker im Giebel - Einfriedungspfeiler aus rotem Klinker: Abbruch vor 2013 | 08972525 |
| Direkt Bild zu diesem Denkmal hochladen | Villa und Einfriedung                                                                                          | Dorfstraße 79 (Karte) | Um 1915                                              | Qualitätvolle Villa im Landhausstil von baugeschichtlicher Bedeutung. Zweigeschossig, verputzt, Satteldach mit Zwerchhaus und Kastengaube, seitlicher Wintergarten verbrettert, im Obergeschoss mehrere verglaste Erker (teilweise in Holzkonstruktion), Fenster im Erdgeschoss neu, umlaufende Einfriedung aus genuteten Pfeilern in Steinguss und Staketenzaun. | 08972508 |
| Direkt Bild zu diesem Denkmal hochladen | Villa Louisenhof                                                                                               | Dorfstraße 80 (Karte) | 1913                                                 | Architektonisch qualitätvolles Gebäude im Landhausstil mit baugeschichtlicher Bedeutung und weitgehend originalem Charakter. Zweigeschossig, verputzt, Satteldach mit Biberschwanzdeckung, ausgebautes Dachgeschoss mit verbretterter Giebelseite, originale Fenster (teilweise Bleiglasfenster) mit Holzläden, Türen und Innenausstattung, Erdgeschoss nach 1945/1950 verändert. | 08972509 |

## Tabellenlegende
- Bild: Bild des Kulturdenkmals, ggf. zusätzlich mit einem Link zu weiteren Fotos des Kulturdenkmals im Medienarchiv Wikimedia Commons. Wenn man auf das Kamerasymbol klickt, können Fotos zu Kulturdenkmalen aus dieser Liste hochgeladen werden:
- Bezeichnung: Denkmalgeschützte Objekte und ggf. Bauwerksname des Kulturdenkmals
- Lage: Straßenname und Hausnummer oder Flurstücknummer des Kulturdenkmals. Die Grundsortierung der Liste erfolgt nach dieser Adresse. Der Link (Karte) führt zu verschiedenen Kartendiensten mit der Position des Kulturdenkmals. Fehlt dieser Link, wurden die Koordinaten noch nicht eingetragen. Sind diese bekannt, können sie über ein Tool mit einer Kartenansicht einfach nachgetragen werden. In dieser Kartenansicht sind Kulturdenkmale ohne Koordinaten mit einem roten bzw. orangen Marker dargestellt und können durch Verschieben auf die richtige Position in der Karte mit Koordinaten versehen werden. Kulturdenkmale ohne Bild sind an einem blauen bzw. roten Marker erkennbar.
- Datierung: Baubeginn, Fertigstellung, Datum der Erstnennung oder grobe zeitliche Einordnung entsprechend des Eintrags in der sächsischen Denkmaldatenbank
- Beschreibung: Kurzcharakteristik des Kulturdenkmals entsprechend des Eintrags in der sächsischen Denkmaldatenbank, ggf. ergänzt durch die dort nur selten veröffentlichten Erfassungstexte oder zusätzliche Informationen
- ID: Vom Landesamt für Denkmalpflege Sachsen vergebene, das Kulturdenkmal eindeutig identifizierende Objekt-Nummer. Der Link führt zum PDF-Denkmaldokument des Landesamtes für Denkmalpflege Sachsen. Bei ehemaligen Kulturdenkmalen können die Objektnummern unbekannt sein und deshalb fehlen bzw. die Links von aus der Datenbank entfernten Objektnummern ins Leere führen. Ein ggf. vorhandenes Icon  führt zu den Angaben des Kulturdenkmals bei Wikidata.